# Lisp Machines
Lisp Machines, Inc. was een Amerikaans bedrijf dat in 1980 opgericht werd door Richard Greenblatt van het MIT Artificial Intelligence Laboratory om Lisp-machines te bouwen. Het bedrijf was gevestigd in Cambridge (Massachusetts).

## Historiek
In 1979 had het Lisp-machineproject, dat ontstaan was aan het MIT en geleid werd door Greenblatt, meer dan 30 CADR-machines gebouwd voor verschillende projecten aan het MIT. Russell Noftsker, die enkele jaren het Artificial Intelligence Lab van het MIT geleid had, was ervan overtuigd dat computers op basis van de Lisp-programmeertaal een commercieel succes konden worden. Er waren immers bedrijven die interesse toonden in machines die vergelijkbaar waren met degene die ze bij het MIT hadden gezien.
Greenblatt en Noftsker verschilden echter grondig van mening over de structuur en de financiering van het voorgestelde bedrijf. Greenblatt was ervan overtuigd dat het bedrijf kon gefinancierd worden op basis van de bestellingen van klanten, van wie sommigen bereid waren vooruit te betalen. Dat zou betekenen dat de oprichters van het bedrijf de volledige zeggenschap zouden behouden. Noftsker was voorstander van een meer traditionele aanpak met het aantrekken van durfkapitaal, maar daarbij zouden de investeerders de zeggenschap over het bedrijf krijgen. De twee kwamen niet tot een akkoord en de discussies over de keuze verdeelden het lab in twee kampen, waarbij de meerderheid de kant van Noftsker koos in de overtuiging dat een bedrijf dat door durfkapitaal gesteund werd een betere kans had om te overleven. Noftsker richtte daarop Symbolics Inc. op.
Ondertussen was Alexander Jacobson, een consultant van CDC die bezig was met het ontwerpen van een AI-computertoepassing voor natuurlijke taalverwerking, bij Greenblatt terechtgekomen in zijn zoektocht naar een Lisp-machine waarmee zijn team aan de slag kon. Na zijn rampzalige discussies met Noftsker had Greenblatt besloten om zijn eigen bedrijf te starten, maar acht maanden later was daar nog steeds niets van terecht gekomen. Jacobson besloot daarom dat de enige manier waarop Greenblatt daadwerkelijk een bedrijf zou starten om Lisp-machines te bouwen, was als hij Greenblatt zou helpen om het bedrijf te lanceren. Jacobson zorgde voor een ondernemingsplan, een raad van bestuur en een vennoot voor Greenblatt in de persoon van Stephen Wyle.  Het nieuw opgerichte bedrijf kreeg de naam Lisp Machine, Inc. (LMI) en werd voornamelijk gefinancierd door bestellingen, inclusief de CDC-bestellingen van Jacobson.
De eerste Lisp-machines die door LMI verkocht werden kregen de naam LMI-CADR. Deze waren eigenlijk identiek aan de CADR Lisp-machine die aan het MIT AI-lab ontwikkeld was. In zijn eerste jaar had LMI er een dozijn van verkocht aan $100.000 per stuk. Ondertussen werkte LMI aan de tweede generatie Lisp-machine op basis van de CADR: de LMI Lambda. Deze machine, die in 1983 uitkwam, was grotendeels compatibel met de CADR en kon CADR-microcode draaien, maar had verbeteringen in het ophalen van instructies en andere hardwareverschillen waaronder snellere schakelingen en een cachegeheugen.
De processorkaarten van de Lambda waren ontworpen om te werken met de NuBus-systeembus. NuBus was oorspronkelijk ontworpen aan het MIT en later gecommercialiseerd door Western Digital. Dit modulaire ontwerp maakte de populaire LMI Lambda-2x2 mogelijk: een configuratie waarbij twee Lisp-processoren eenzelfde infrastructuur deelden, wat een aanzienlijke besparing voor klanten opleverde.
Toen het geld in 1983 op was betrad ook Texas Instruments de markt van Lisp-machines door te investeren in LMI. Texas Instruments nam een licentie  op het LMI Lambda-ontwerp en bracht later een eigen variant op de markt, de TI Explorer.
Om de concurrentie met marktleider Symbolics aan te gaan voerde LMI in 1986 een herstructurering en een kapitaalsverhoging door om een groot, volwaardig computerbedrijf te worden om producten te ontwikkelen, verkopen en onderhouden voor de minuscule en langzaam groeiende AI-markt.
Voor de opvolger van de LMI Lambda verliet LMI de CADR-architectuur en ontwikkelde de K-machine die gebaseerd was op een RISC-architectuur. LMI ging echter failliet in 1987 voordat deze machine op de markt kon gebracht worden.

## GigaMos Systems
Na het faillissement maakte LMI met de hulp van de Canadese financier Guy Montpetit een doorstart als GigaMos Systems. Montpetit raakte in 1989 verwikkeld in een Canadees politiek schandaal, wat uiteindelijk resulteerde in de inbeslagname van alle activa van GigaMos, waardoor het bedrijf niet meer in staat was om de lonen uit te betalen.

## Stallman en de Free Software Foundation
Naar eigen zeggen inspireerde het geschil tussen LMI en Symbolics Richard Stallman, die in die tijd ook bij het Artificial Intelligence Laboratory van het MIT werkte, om te beginnen met de ontwikkeling van software voor het GNU-besturingssysteem in januari 1984 en voor de Free Software Foundation in oktober 1985. Dit waren voorlopers van de opensourcesoftware-beweging en het Linux-besturingssysteem.